# Marksburg
Il Marksburg è una fortezza che sovrasta la città di Braubach in Renania-Palatinato, Germania. È l'unico castello medievale rimasto lungo la media valle del fiume Reno e fa parte del sito UNESCO della Gola del Reno.